# Bhīṣma

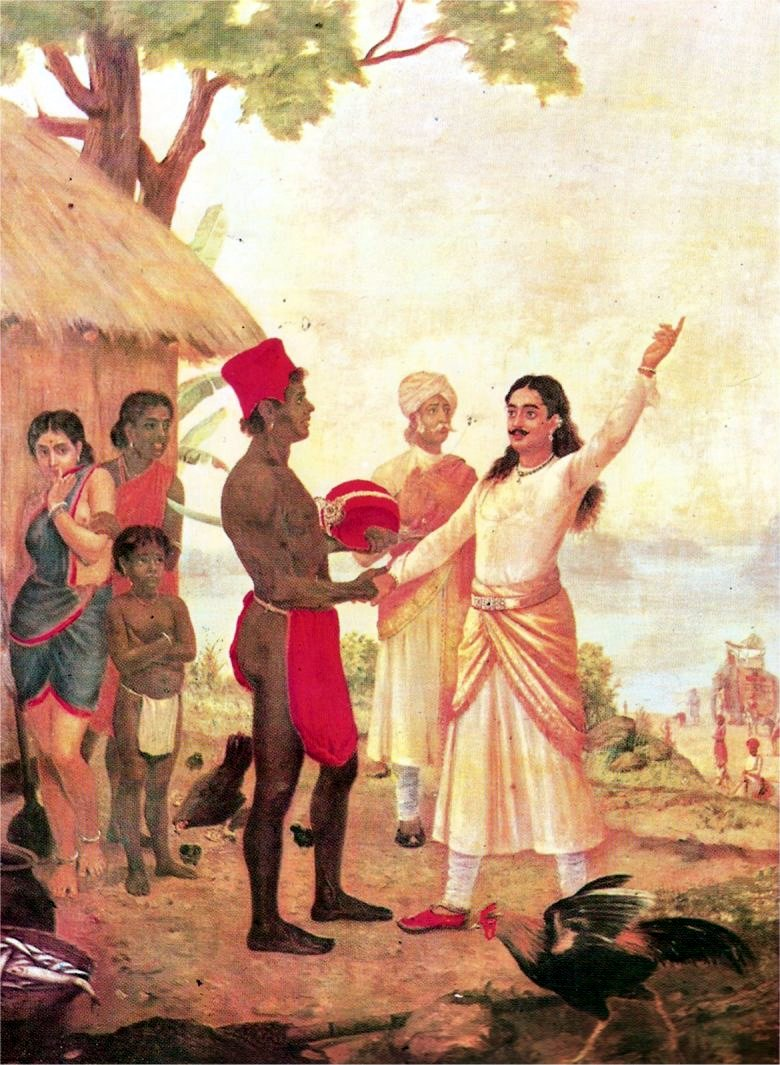
Il giuramento di Bhīṣma, dipinto di Raja Ravi Varma.

Bhīṣma (in sanscrito भीष्म), con grafia inglese Bhishma, è uno dei personaggi del poema epico indiano del Mahābhārata. Prozio dei Pandava e dei Kaurava, è uno dei personaggi più forti. Arciere senza pari, in un episodio riuscì perfino a sconfiggere il potente Paraśurāma.
Morì durante la battaglia di Kurukṣetra. Secondo la leggenda, sul letto di morte, su richiesta di Yudhiṣṭhira, gli dettò l'elenco dei 1000 nomi di Visnù che compongono oggi l'inno Viṣṇusahasranāma (I mille nomi di Vishnu), fra i più sacri e salmodiati stotra dell'Induismo.